# Suazi na Mistrzostwach Świata w Lekkoatletyce 2011
Suazi na Mistrzostwach Świata w Lekkoatletyce 2011 reprezentowane było przez dwoje zawodników.

## Występy reprezentantów Suazi

### Mężczyźni

#### Konkurencje biegowe
| Konkurencja   | Zawodnik           | Eliminacje | Eliminacje | Półfinał | Półfinał | Finał    | Finał   |
| Konkurencja   | Zawodnik           | Rezultat   | Pozycja    | Rezultat | Pozycja  | Rezultat | Pozycja |
| ------------- | ------------------ | ---------- | ---------- | -------- | -------- | -------- | ------- |
| Bieg na 200 m | Sibusiso Matsenjwa | 21.29 PB   | 47         |          |          |          |         |

### Kobiety

#### Konkurencje biegowe
| Konkurencja   | Zawodniczka       | Eliminacje | Eliminacje | Półfinał | Półfinał | Finał    | Finał   |
| Konkurencja   | Zawodniczka       | Rezultat   | Pozycja    | Rezultat | Pozycja  | Rezultat | Pozycja |
| ------------- | ----------------- | ---------- | ---------- | -------- | -------- | -------- | ------- |
| Bieg na 200 m | Phumlile Ndzinisa | 24.15 NR   | 32         |          |          |          |         |